# Akaropeltella kielmeyerae
Akaropeltella kielmeyerae är en svampart som först beskrevs av Bat. & J.L. Bezerra, och fick sitt nu gällande namn av M.L. Farr 1972. Akaropeltella kielmeyerae ingår i släktet Akaropeltella och familjen Micropeltidaceae.   Inga underarter finns listade i Catalogue of Life.